# Trois Chansons de France
Trois Chansons de France est un cycle de mélodies pour voix et piano de Claude Debussy composées en 1904 sur des poèmes de Charles d'Orléans et Tristan L'Hermite.

## Présentation
Trois Chansons de France est un cycle de trois mélodies composées en 1904. Le recueil marque une nouveauté dans la production mélodique de Debussy, qui s'oriente alors, après des années de musique verlainienne, vers un répertoire « plus ancien et typiquement français ».

### Textes
Les poèmes sont :
1. Rondel de Charles d'Orléans, à l'incipit : « Le temps a laissié son manteau »
2. La Grotte de Tristan L'Hermite, à l'incipit : « Auprès de cette grotte sombre »
3. Rondel de Charles d'Orléans, à l'incipit : « Pour ce que Plaisance est morte »

### Mélodies
Le cahier des Trois Chansons de France est dédié à Emma Bardac et publié par Durand en mai 1904. Les trois mélodies sont également intégrées au recueil Douze chants, du même éditeur, avec paroles anglaises, pour voix élevées ou pour voix graves, publié en 1906.
Les deux premières mélodies sont créées à Paris le 15 mai 1905, au théâtre des Mathurins, par Mme Camille Fourrier (voix) et Auguste Delacroix (piano). Le cycle intégral, quant à lui, est donné en première audition publique le 6 février 1906 à Paris, salle des Agriculteurs, par Jean Périer (voix) et Ricardo Viñes (piano) lors d'un concert avec causerie de Louis Laloy.

## Analyse
Le musicologue Denis Herlin relève que ce retour à la mélodie de Debussy est liée à la rencontre d'Emma Bardac, à qui le recueil est dédié et dont le compositeur s'éprend, chanteuse amateur de talent et femme du banquier Sigismond Bardac.

### Rondel I: «Le temps a laissié son manteau»

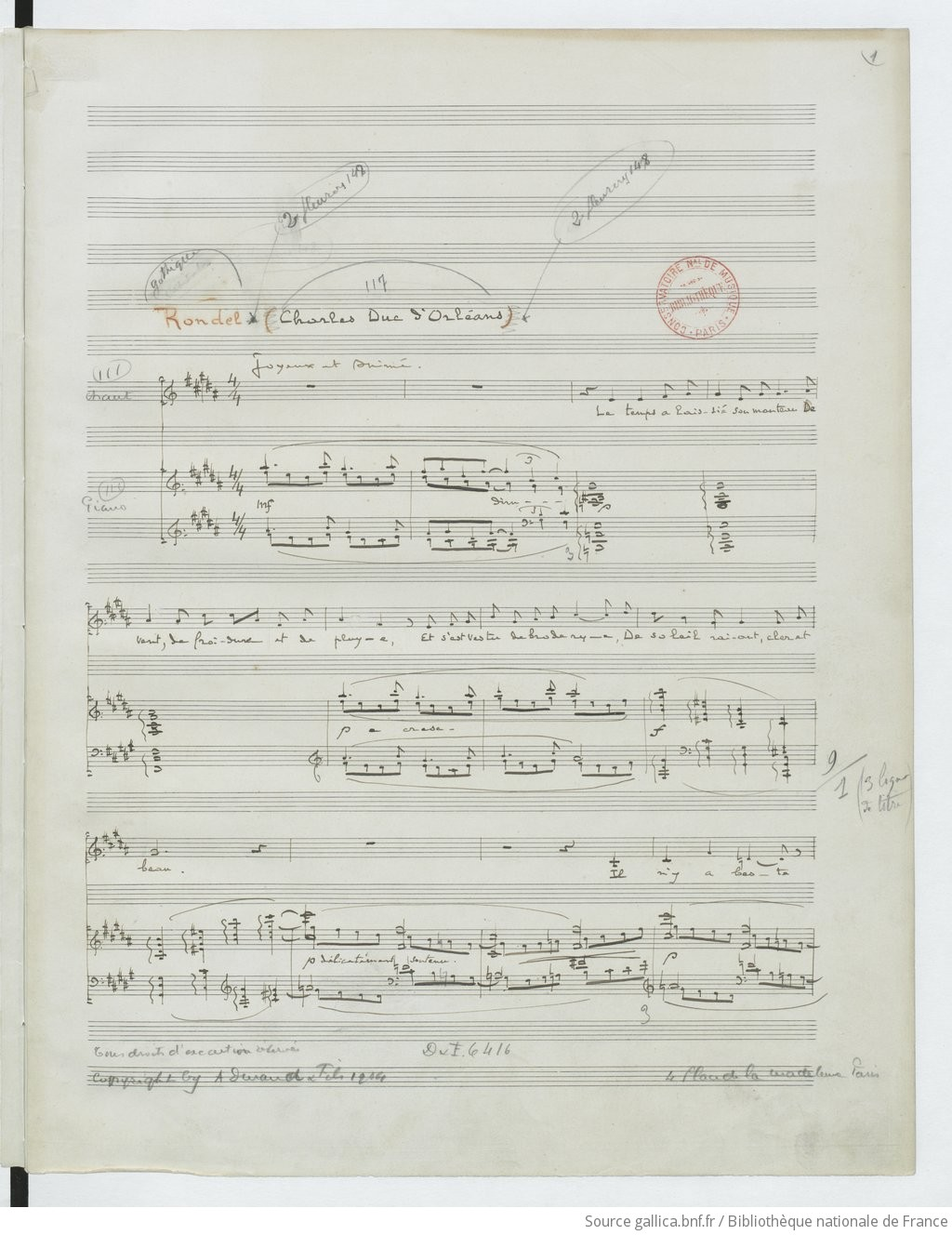
Première page du manuscrit autographe du Rondel I.

Debussy connaissait et appréciait l'œuvre de Charles d'Orléans. Le compositeur avait déjà mis en musique deux rondels du poète dans Chansons de Charles d'Orléans, pour chœur a cappella, en 1898,.
La première mélodie, Rondel I, est en si majeur, à 
, « joyeux et animé ». L'œuvre suit le texte, en deux strophes qui « proposent les images de la lumière et de l'eau, le premier vers revenant, selon le schéma du rondel, dans les polarités de fa dièse majeur, ut dièse mineur et majeur », dernier éclairage qui clôt la mélodie.
Musicalement, la pièce se caractérise « par un ambitus extrêmement large de la ligne vocale et par une écriture pianistique contrastée entre des mouvements de croches descendantes et des accords éclatants ».
Pour la musicologue Marie-Claire Beltrando-Patier, « la modalité ambiante, les accords parfaits (parfois arpégés, à la façon du luth), la réitération texte/musique produisent le dépaysement nécessaire au poème », sans archaïsme, mais au « commentaire musical « heureusement inventé » » selon l'expression de Charles Koechlin.
Pour Vladimir Jankélévitch, ce premier rondel « baigne dans [...] une lumière printanière où l'on sent la fraîcheur des eaux vives et l'allégresse diésée ».

### La Grotte: «Auprès de cette grotte sombre»

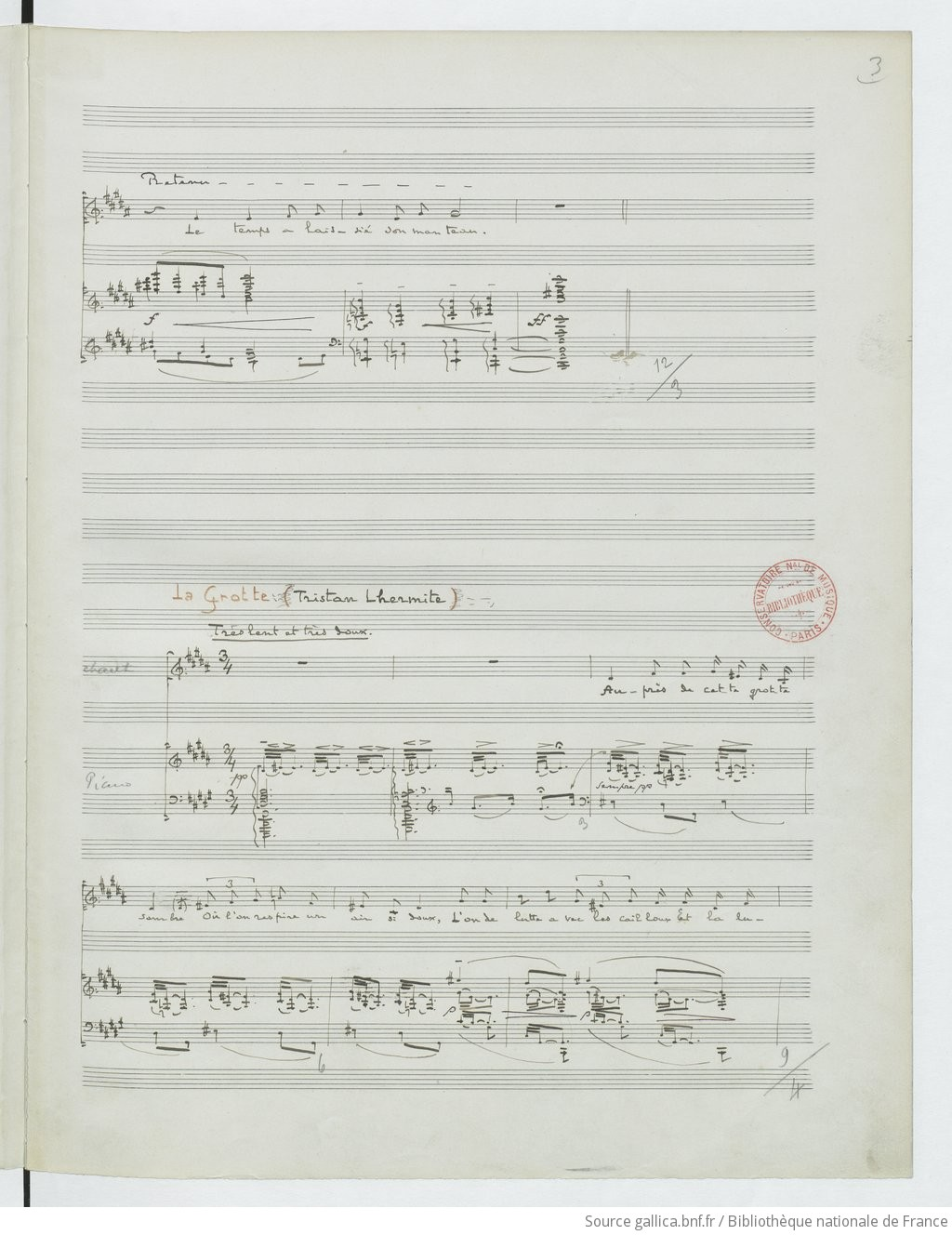
Manuscrit autographe des premières mesures de La Grotte.

Le texte de la deuxième mélodie du cycle provient du recueil de Tristan L'Hermite Le Promenoir des deux amants. Marie-Claire Beltrando-Patier relève que le style « délicat et imagé » du poète « correspond parfaitement à la sensibilité de Debussy ».
Le titre de La Grotte, qui est du compositeur et non de l'auteur, rappelle la célèbre scène de Pelléas et Mélisande à la fin de l'acte II, lorsque Pelléas et Mélisande partent en quête de l'anneau que Mélisande prétend avoir perdu à cet endroit. Musicalement, Jankélévitch relève aussi le rythme iambique de l'accompagnement, à l'image d'un passage du cinquième acte de Pelléas qui « évoque le soleil couchant qui s'enfonce dans la mer ».
La mélodie est en sol dièse mineur, à 
, « très lent et très doux ». Pour Denis Herlin, « la ligne vocale se déploie sur un magnifique paysage sonore de rythmes obstinés et presque obsessionnels ». Le texte « évoque de façon mystérieuse l'ombre fraîche et le repos des éléments, connotant celui de l'âme ». Beltrando-Patier souligne qu'on « retrouve les éléments musicaux proposés par le Rondel I, ajoutant des effets contrapuntiques (main gauche en dehors) ». Koechlin y loue la « sonorité somptueuse, voluptueuse, presque défaillante par endroits : et cela est d'une distinction extrême, que certains debussystes admirent sans réserve ». Pour Jankélévitch, là "où dorment les reflets, l'ombre bleue et les murmures paresseux dans le silence", "tout est mystère et voluptueux attardement".
La mélodie est reprise en 1910 par Debussy, placée en tête d'un autre cycle de mélodies, Le Promenoir des deux amants.

### Rondel II: «Pour ce que Plaisance est morte»

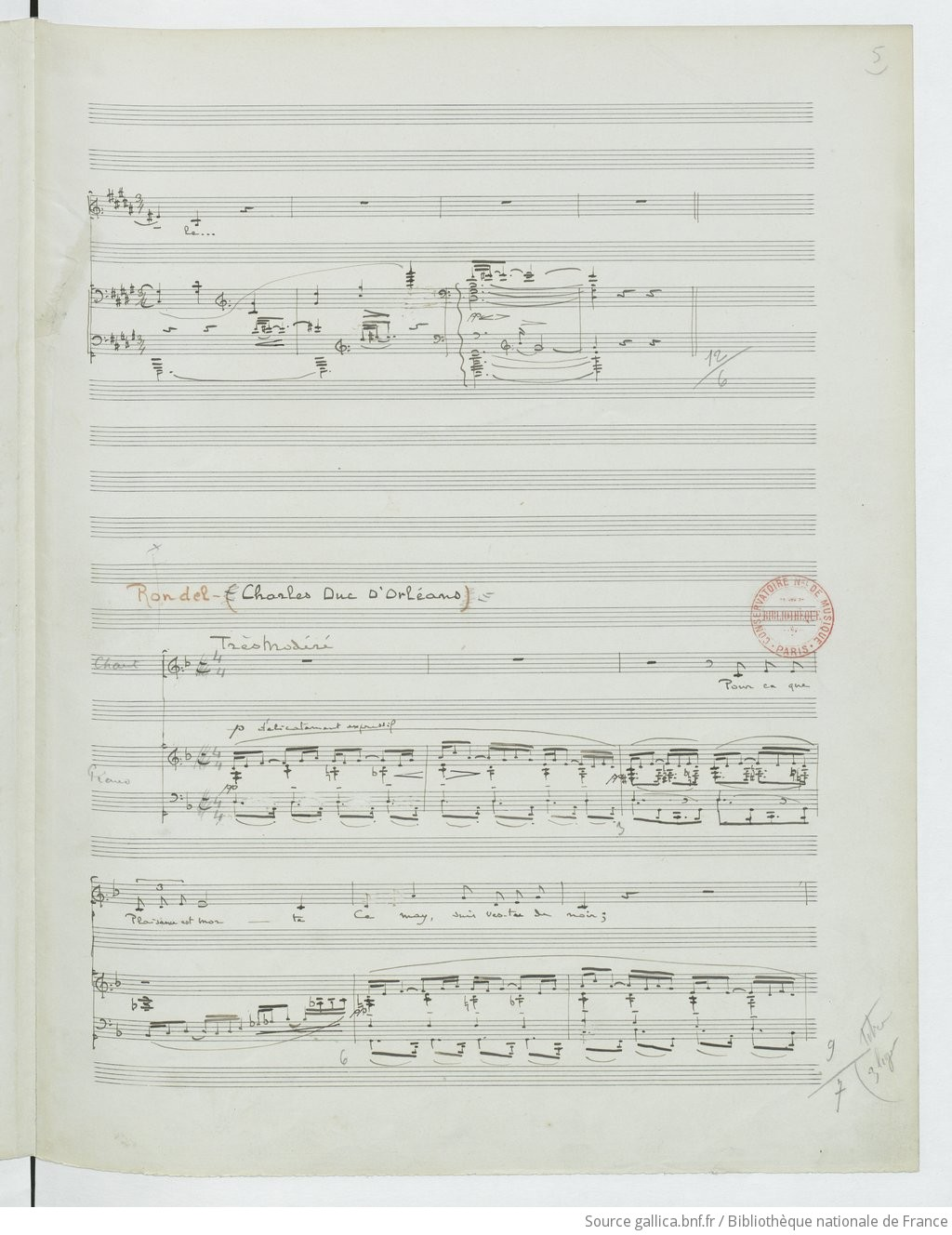
Manuscrit autographe des premières mesures du Rondel II.

La troisième et dernière mélodie du cycle s'appuie de nouveau sur un rondel de Charles d'Orléans.
La mélodie est en ré mineur, à 
, « très modéré ». Elle est construite « sur un ostinato rythmique et mélodique du piano ».
C'est un chant paisible de déploration, qui « cite le thème de la Chanson perpétuelle de Chausson, amené par la ressemblance des situations poétiques, mais dans un climat ici dominé et presque mystique. Tout au plus la gamme par ton, présente dans le refrain, vient-elle apporter une tension par ailleurs bien fugitive », souligne Marie-Claire Beltrando-Patier.
La durée moyenne d'exécution de l’ensemble est de six minutes trente environ.
Dans le catalogue des œuvres du compositeur établi par le musicologue François Lesure, les Trois Chansons de France portent le numéro L 115 (102).

## Discographie
- Debussy Songs vol. 2, Lorna Anderson (en) (soprano), Malcolm Martineau (piano), Hyperion Records CDA67883, 2012.
- Claude Debussy : intégrale des mélodies, 4 CD, Liliana Faraon et Magali Léger (sopranos), Marie-Ange Todorovitch (mezzo-soprano), Gilles Ragon (ténor), François Le Roux (baryton), Jean-Louis Haguenauer (piano), Ligia Digital, 2014[11],[12].
- Claude Debussy : The complete works, CD 22, Gérard Souzay (baryton) et Dalton Baldwin (piano) Warner Classics, 2018[13].